# Zizula cyna
Zizula cyna is een vlinder uit de familie van de Lycaenidae. De wetenschappelijke naam van de soort is voor het eerst geldig gepubliceerd in 1882 door Edwards.

## Synoniemen
- Lycaena tulliola Godman & Salvin, 1887
- Lycaena mela Strecker, 1900